# Tropische Geometrie
Die tropische Geometrie ist ein aktuelles Forschungsgebiet in der algebraischen Geometrie und damit ein Teilgebiet der Mathematik. Sie kann als stückweise-linearisierte Version der algebraischen Geometrie aufgefasst werden.
Algebraische Varietäten werden dadurch zu kombinatorischen Objekten, die mit Diskreter Mathematik untersucht werden können. Daher bestehen enge Verknüpfungen der tropischen Geometrie zur Kombinatorik, enumerativen Geometrie, Computeralgebra und zur torischen Geometrie.

## Geschichte der tropischen Geometrie
Bereits in den 1950er-Jahren wurden idempotente Halbringe wie etwa die Min-Plus-Algebra in der diskreten Mathematik und Informatik verwendet.
Frühe Formen tropischer Geometrie finden sich in den 1970er-Jahren etwa bei George Bergman. Auch in der Gruppentheorie werden von Robert Bieri, John R. J. Groves, Walter D. Neumann und Ralph Strebel wenige Jahre später Konzepte der tropischen Geometrie verwendet. 1.6 Group Theory.
Größere Beachtung erfährt die tropische Geometrie vor allem durch ihre erfolgreiche Anwendung in der enumerativen Geometrie etwa durch Grigory Mikhalkin, der sie 2005 in der Gromov-Witten-Theorie einsetzte.1.7 Curve Counting
Dennoch steckt die tropische Geometrie noch in ihren Kinderschuhen. Beispielsweise gab es lange zu verschiedenen Grundobjekten der algebraischen Geometrie – etwa abstrakten Varietäten und ihren Morphismen – noch keine analogen Objekte in der tropischen Geometrie. 2013 führten Jeffrey und Noah Giansiracusa tropische Schemata ein.

### Begriffsbildung
Die Min-Plus-Algebra wurde bereits in den 1980er-Jahren zu Ehren des brasilianischen Mathematikers und Informatikers Imre Simon von französischen Kollegen als tropischer Halbring bezeichnet, was auf die Herkunft von Simon hinweisen soll.
In diesem Zusammenhang ist auch die Bezeichnung tropische Geometrie zu verstehen. Der Begriff hat also keine tiefere Bedeutung, sondern kurz gesagt:

“It simply stands for the French view of Brazil.”

„Es steht einfach für die französische Sicht auf Brasilien.“

## Hauptidee hinter der tropischen Geometrie
Der tropischen Geometrie liegt die Idee zugrunde, einfachere und neue Methoden zum Studium von algebraischen Kurven bereitzustellen.
In der tropischen Geometrie werden Schatten algebraischer Kurven betrachtet. Diese Schatten sind kombinatorische, stückweise lineare Objekte und werden tropische Kurven genannt. Anschaulich entsprechen sie einfachen Graphen bzw. „Strichzeichnungen“. Wegen ihrer stückweise linearen Struktur kann man die tropischen Kurven mit einfacheren Methoden untersuchen als algebraische Kurven. Weil die tropischen Kurven Schatten algebraischer Kurven sind, kann man an der jeweiligen tropischen Kurve immer noch manche Eigenschaften der algebraischen Kurve ablesen.

## Arithmetik der tropischen Geometrie
In der tropischen Addition ist die Summe zweier Zahlen entweder deren Maximum (Max-Plus-Algebra) oder deren Minimum (Min-Plus-Algebra) und es gibt keine Subtraktion.
In der tropischen Multiplikation ist das tropische Produkt zweier Zahlen deren klassische Summe und die tropische Division ist als klassische Subtraktion definiert.
Viele der bekannten Axiome der Arithmetik behalten ihre Gültigkeit in der tropischen Mathematik:
Das Assoziativ- und Kommutativgesetz gilt sowohl für die tropische Addition als auch für die tropische Multiplikation.
{\displaystyle x\oplus y=y\oplus x} und {\displaystyle x\otimes y=y\otimes x}. Ebenso gilt das Distributivgesetz:
{\displaystyle x\otimes (y\oplus z)=x\otimes y\oplus x\otimes z}

## Grundbegriffe

### Tropischer Halbring
Das Tupel {\displaystyle (\mathbb {R} \cup \{\infty \},\oplus ,\otimes )}, wobei die Addition {\displaystyle \oplus } und die Multiplikation {\displaystyle \otimes } definiert sind durch {\displaystyle a\oplus b=\min(a,b)} und {\displaystyle a\otimes b=a+b} ist ein Halbring (sogar ein Halbkörper). Er wird als tropischer Halbring oder auch als Min-Plus-Algebra bezeichnet.
Während sich die algebraische Geometrie üblicherweise mit Nullstellenmengen von Polynomen über einem Körper beschäftigt, kann die tropische Geometrie als Geometrie über dem tropischen Halbring aufgefasst werden.
Es ist zu beachten, dass der tropische Halbring idempotent ist, das heißt, es gilt stets {\displaystyle a\oplus a=a}. Außerdem gibt es zwar ein neutrales Element bezüglich der Addition, nämlich {\displaystyle \infty }, aber keine inversen Elemente.
Es ist auch möglich, statt der Min-Plus-Algebra die Max-Plus-Algebra zu verwenden, was von manchen Autoren als natürlicher empfunden wird. In der Max-Plus-Algebra sind die Addition {\displaystyle \oplus } und die Multiplikation {\displaystyle \otimes } für das Tupel {\displaystyle (\mathbb {R} \cup \{-\infty \},\oplus ,\otimes )} definiert durch {\displaystyle a\oplus b=\max(a,b)} und {\displaystyle a\otimes b=a+b}. Die Max-Plus-Algebra wird vor allem in der Volkswirtschaftslehre sowie in der Betriebswirtschaftslehre verwendet.

### Tropische Polynome
Betrachtet man Laurent-Polynome über dem tropischen Halbring, so erhält man Funktionen der Form
{\displaystyle p\colon \mathbb {R} ^{n}\to \mathbb {R} ,(x_{1},\dotsc ,x_{n})\mapsto \bigoplus _{i=1}^{k}\left(a_{i}\otimes x_{1}^{i_{1}}\dotsb x_{n}^{i_{n}}\right)=\min _{1\leq i\leq k}\left(a_{i}+\sum _{j=1}^{n}i_{j}x_{j}\right),}
wobei {\displaystyle a_{1},\dotsc ,a_{k}\in \mathbb {R} ,i_{1},\dotsc ,i_{n},k\in \mathbb {Z} }.
Es stellt sich heraus, dass diese tropischen Polynome in {\displaystyle n} Variablen gerade die stetigen, stückweise-linearen, konkaven Funktionen mit ganzzahligen Steigungen sind.Lemma 1.1.2.
Allgemeiner kann jedem Element aus dem Ring der Laurent-Polynome über einem bewerteten Körper {\displaystyle K} mit Bewertung {\displaystyle {\text{val}}} ein tropisches Polynom zugeordnet werden. Zu {\displaystyle f=\sum _{u\in \mathbb {Z} ^{n}}c_{u}x^{n}\in K[x_{1}^{\pm 1},\dotsc ,x_{n}^{\pm n}]} erhält man das tropisierte Polynom {\displaystyle {\text{trop}}(f)} als
{\displaystyle {\text{trop}}(f)=\min _{u\in \mathbb {Z} ^{n}}\left({\text{val}}(c_{u})+\sum _{i=1}^{n}u_{i}w_{i}\right)}.Formel (2.4.1).

### Tropische Hyperflächen
Eine tropische Hyperfläche {\displaystyle {\text{trop}}(\mathbb {V} (f))} zu einem Laurent-Polynom  {\displaystyle f\in K[x_{1}^{\pm 1},\dotsc ,x_{n}^{\pm n}]} ist der Ort aller Punkte in {\displaystyle \mathbb {R} ^{n}}, in denen die stückweise-lineare Funktion {\displaystyle {\text{trop}}(f)} nicht linear ist.Definition 3.1.1.

### Tropische Varietät
Sei {\displaystyle I\subseteq K[x_{1}^{\pm 1},\dotsc ,x_{n}^{\pm n}]} ein Ideal und {\displaystyle X=\mathbb {V} (I)\subseteq T^{n}} die dazugehörige Varietät im algebraischen Torus {\displaystyle T^{n}}.
Dann ist die tropisierte Varietät {\displaystyle {\text{trop}}(X)} der Schnitt der tropischen Hyperflächen, welche durch die Polynome aus {\displaystyle I} definiert werden, das heißt
{\displaystyle {\text{trop}}(X)=\bigcap _{f\in I}{\text{trop}}(\mathbb {V} (f))\subseteq \mathbb {R} ^{n}.}
Eine tropische Varietät in {\displaystyle \mathbb {R} ^{n}} ist eine Teilmenge, die als Tropisierung einer Untervarietät eines algebraischen Torus eines bewerteten Körpers entsteht.Definition 3.2.1.

## Zentrale Sätze
Der Hauptsatz der tropischen GeometrieTheorem 3.2.5. liefert verschiedene Charakterisierungen tropischer Varietäten. In der Formulierung für Hyperflächen geht er auf Mikhail Kasparnov zurück.Erläuterung vor Theorem 3.1.3.
Der Struktursatz für tropische Varietäten verknüpft die tropische Geometrie mit der diskreten Geometrie von Polyedern.Theorem 3.3.6.

## Anwendungen der tropischen Geometrie

### Anwendungen in der Algebraischen Geometrie
2007 vermutete Matt Baker, wie man mit tropischer Geometrie einen neuen Zugang zu dem ursprünglich 1980 von Phillip Griffiths und Michael Harris bewiesenen Satz von Brill und Noether erhält, das Aussagen über den Zusammenhang des topologischen Geschlechts von Kurven und deren Grad und Rang macht. Ein Beweis erfolgte durch Sam Payne und Kollegen. Der Satz ist nach Max Noether und Alexander von Brill benannt, die ihn 1874 aufstellten, strenge Beweise brachten aber erst Griffiths und Harris. 2017/18 zeigten David Jensen und Dhruv Ranganathan und Jensen und Sam Payne wie man eine Verschärfung des Satzes von Brill-Noether mit tropischer Geometrie beweisen kann (Starke Vermutung vom maximalen Rang).

### Anwendungen der tropischen Geometrie in der enumerativen Geometrie
Mit Hilfe der tropischen Geometrie können in der enumerativen Geometrie Welschinger-Invarianten (nach Jean-Yves Welschinger) berechnet werden.

### Anwendungen der tropischen Geometrie in der Informatik
In der Informatik wird die tropische Matrix-Multiplikation in Algorithmen für die kürzesten Pfade in Graphen und Netzwerken verwendet. Das Rahmenwerk für derartige Algorithmen ist als dynamische Programmierung bekannt. In der Informatik findet schwerpunktmäßig die Min-Plus-Algebra Anwendung.

### Anwendungen der tropischen Geometrie in der Volkswirtschaftslehre und der Betriebswirtschaftslehre
In der Volkswirtschaftslehre und der Betriebswirtschaftslehre werden die Methoden der tropischen Geometrie für die Verteilung von Notfallkrediten im Rahmen von Finanzkrisen, die Verteilung der Produkte/Warenkörbe im Rahmen von Auktionen sowie die Berechnung von Koalitionsbildungen verwendet. In der Volkswirtschaftslehre sowie der Betriebswirtschaftslehre findet schwerpunktmäßig die Max-Plus-Algebra Anwendung.

#### Satz der Unimodularität von Baldwin/Klemperer
Ein kompetitives Gleichgewicht existiert dann für jedes Paar von konkaven Nutzenfunktionen der Nachfrageart D für alle relevanten Angebotsbündel, wenn D unimodular ist.
Eine Menge von Vektoren im {\displaystyle Z^{n}} ist unimodular, wenn jede linear unabhängige Teilmenge der Vektoren zu einer Basis im {\displaystyle R^{n}} mit der Determinante ±1 ausgeweitet werden kann.Definition 4.2.

### Anwendungen der tropischen Geometrie in der Physik
In der Physik werden die Methoden der tropischen Geometrie in der Hochenergiephysik verwendet. Beispielsweise existieren Anwendungen in der Theorie der supersymmetrischen Felder. Die tropische Geometrie wird in der Physik verwendet, um Gleichgewichtspositionen im Schwerkraftfeld von vier Körpern zu finden.
In der Physik findet schwerpunktmäßig die Min-Plus-Algebra Anwendung.

### Anwendungen der tropischen Geometrie in der Biologie
In der Computerbiologie basieren viele Algorithmen für die Genvorhersage und den Sequenzabgleich auf der dynamischen Programmierung, wobei diese Algorithmen eine Weiterentwicklung des tropischen Polynoms sind. Die Interpretation der Algorithmen in der dynamischen Programmierung ist dabei insbesondere nützlich, um statistische Rückschlüsse zu ziehen. In der Computerbiologie wird schwerpunktmäßig die Min-Plus-Algebra angewandt.